# Astiosoma flaveolum
Astiosoma flaveolum is een vliegensoort uit de familie van de Asteiidae. De wetenschappelijke naam van de soort is voor het eerst geldig gepubliceerd in 1898 door Coquillett.